# Rowan Blanchard
Rowan Blanchard (Los Angeles, 14 oktober 2001) is een Amerikaanse actrice. Ze is bekend vanwege haar rol als Riley Matthews op de Disney Channel-serie Girl Meets World, die werd uitgezonden van 2014 tot 2017. Ook speelt ze in The Goldbergs als Jackie Geary. In 2018 speelde Blanchard de rol van Veronica Kiley in de film A Wrinkle in Time.
- Library of Congress Control Number: no2014170513
- MusicBrainz: e5b3e53a-abb2-4c89-9179-79de778569c2
- Virtual International Authority File: 313410135
- WorldCat: E39PBJxMmj3MbvQjGb9rJYvfv3